# Avenida José Antonio Páez (Caracas)

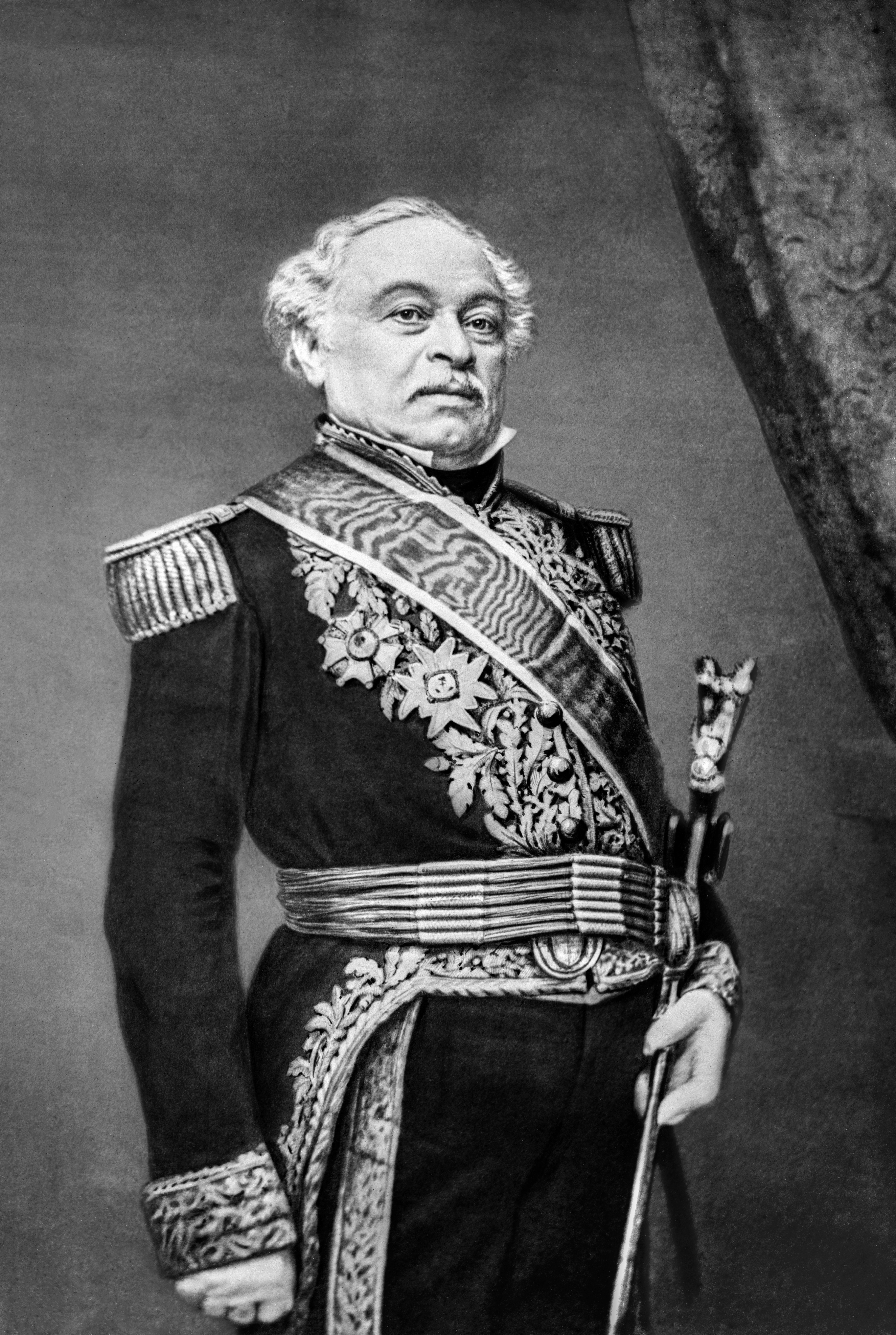
El General Páez

Avenida Páez o más formalmente avenida José Antonio Páez es el nombre que recibe una arterial vial localizada en el oeste del área metropolitana de Caracas concretamente en el Municipio Libertador al centro norte del país sudamericano de Venezuela. Debe su nombre a un prócer de la independencia, el general José Antonio Páez.

## Descripción
Se trata de una vía de transporte que conecta las avenida O'Higgins, avenida Teherán y la Cota 905 (avenida Guzmán Blanco) con la avenida Puente Hierro, la avenida Roca Tarpeya y la calle Los Claveles. En su recorrido también se vincula con la calle Buenos Aires, el distribuidor Baralt, la autopista Francisco Fajardo, la avenida Loyola, avenida Los Liberales, avenida Principal de El Paraíso, avenida El Ejército, avenida Los Pinos, calle Miranda, calle Carabobo, avenida Santander, avenida La Montaña, calle Berriizbeitia, avenida Lucas Manzano, avenida Las Repúblicas, calle Guadalajara, avenida Washington, calle Washington, avenida Miranda, avenida Principal del Estadio, calle Valparaíso, avenida Loira, avenida Urbaneja, entre otras.
En sus alrededores destacan la plaza y la Redoma La India, Estadio Brígido Iriarte, la Escuela Manuel Antonio Carreño, la plaza Washington, la academia de baile Anita Vivas, el Hotel El Pinar, el Centro Comercial Multiplaza Paraíso, Iutirla, el Instituto Pedagógico de Caracas, la emisora radial RCR, la Jefatura Civil del Paraíso, la plaza Paéz y la plaza Madariaga.